# Krajná Bystrá
Krajná Bystrá (in ungherese Bátorhegy) è un comune della Slovacchia facente parte del distretto di Svidník, nella regione di Prešov.